# Антонофф, Джек
Дже́к Ма́йкл А́нтонофф  (англ. Jack Michael Antonoff; род. 31 марта 1984, Бергенфилд, Нью-Джерси, США) — американский музыкант, певец, автор песен и продюсер. Он известен в качестве ведущего вокалиста и автора песен группы Bleachers, а также гитариста инди-рок-группы fun. Ранее он был ведущим певцом и автором песен группы Steel Train.
Антонофф был номинирован на премию «Золотой глобус» (2014) и выиграл пять статуэток «Грэмми». Он также основал свой собственный музыкальный фестиваль Shadow of The City, который проходит ежегодно в Нью-Джерси.

## Ранняя жизнь
Антонофф родился в Бергенфилде, штат Нью-Джерси в еврейской семье Ширы и Рика Антонофф. Он средний ребёнок в семье. Его старшая сестра — модельер Рэйчел Антонофф, а младшая сестра Сара умерла от рака мозга в возрасте 13 лет, когда Антонофф был в старшей школе.
Джек вырос в Нью-Милфорде, Нью-Джерси и Вудклифф-Лейке, штат Нью-Джерси, и учился в начальной школе Solomon Schechter Day School округа Берген. Позднее вместе с сестрой посещал старшую школу Professional Children’s School.

### 1998—2002: Outline
Во время его обучения на втором курсе средней школы он и несколько его друзей из начальной школы сформировали панк-рок-группу под названием Outline. Когда им исполнилось 15 лет, Антонофф и его коллега из Outline начали организовывать книжные выставки, основываясь на виде деятельности DIY. Выставки проходили во многих штатах, включая Флориду и Техас. Джек также заимствовал микроавтобус родителей, чтобы путешествовать. Во время тура Outline играл в таких местах, как анархистские книжные магазины, в то время как самый старший член группы покинул коллектив, потому что ему исполнилось 18 лет. Антонофф объяснил в 2014 году: «Большую часть времени на наших концертах либо почти никто не появлялся, либо оборудование играло плохо…но именно поэтому я и влюбился в гастроли». Группа продержалась с 1998 по 2002 год.

## Карьера

### 2002—2012: Steel Train, fun., и «We Are Young»
В 2002 году Антонофф и его друг Скотт Ирби-Ранниар сформировали группу Steel Train, где Антонофф был ведущим вокалистом. Барабанщиком стал Мэттиас Грабер. Затем группа убедила двух своих друзей из группы Random Task — Эвана Виникера и Мэтью Голдмана отказаться от колледжа, чтобы присоединиться к новой группе. Steel Train заключила контракт с лейблом Drive-Thru Records.
В 2008 году Нейт Рюсс (ранее фронтмен The Format) попросил Джека и Эндрю Доста (ранее выступавшего в группе Anathallo) присоединиться к нему в новую группу, которая позже стала называться fun. На тот момент Антонофф уже был хорошо знаком с Рюссом и Достом, так как их прежние группы гастролировали вместе.
Новая группа выпустила свой дебютный альбом Aim and Ignite в 2009 году. Второй альбом Some Nights (2012) включал в себе первый хит «We Are Young», записанный совместно с Жанель Моне. Песня была написана самим Джеком, Рюссом, Достом и Джеффом Баскером.

### 2013—наст. время: «Brave», Тейлор Свифт и Bleachers
В 2013 году в сериале от HBO «Девчонки» в качестве саундтрека был использован трек fun. «Sight of the Sun».
Антонофф стал соавтором песни «Brave» в 2013 году, совместно с Сарой Бареллис, после того, как их познакомила Сара Куин, участница группы Tegan and Sara. Бейрелл рассказала изданию Billboard: «Однажды мы встретились за завтраком, и я была так влюблена в него как в личность…Первым днем, когда мы посидели вместе, был день, когда мы написали „Brave“». Антонофф написал песню о друге, который пытается открыто говорить о своей сексуальности, и позже он был принят в качестве гей-гимна.
Быстро написанная песня была выпущена 23 апреля, а к концу июня «Brave» продалась в размере 160 000 копий и достигла 61 строчки в чарте Billboard Hot 100. Музыкальное видео для песни было просмотрено более 1,1 миллиона раз на YouTube в течение месяца с момента её выпуска, в мае 2013 года, а к середине 2017 года видео насчитывает свыше 70 миллионов просмотров. «Brave» была использована компанией Microsoft для рекламы планшетов Windows.
Также в 2013 году Антонофф, совместно с американской певицей Тейлор Свифт, стал соавтором песни «Sweeter Than Fiction», записанной для фильма «Мечты сбываются!». Песня была написана в квартире Джека в Нью-Йорке после того, как он и Свифт признались в совместной любви к звуку малого барабана, звучавшего в группе Fine Young Cannibals. Они обменялись идеями по электронной почте перед началом процесса написания песни.
Позже fun. сыграли вместе с легендарной группой Queen в сентябре 2013 года на музыкальном фестивале iHeartRadio, который проходил на MGM Grand Garden Arena в Лас-Вегасе, США. Антонофф играл на гитаре Брайана Мэя во время репетиции, которую он назвал «самым сюрреалистическим опытом». Затем, в декабре, группа выпустила бесплатный мини-альбом, состоящий из шести песен. Альбом получил название Before Shane Went to Bangkok: fun. Live in the USA.
Антонофф объявил о сольном проекте под названием Bleachers в феврале 2014 года. Антонофф объяснил в июне 2014 года, что проект обдумывался около 10 лет, а название было вдохновлено «отключенной, более темной стороной» пригородной молодежи и фильмов Джона Хьюза, которые были «привязаны к тому времени, когда великие песни были великолепными». Песни для дебютного альбома Bleachers были в основном написаны на ПК Антоноффа в гостиничных номерах во время мирового турне fun.
Huffington Post опубликовал положительную рецензию на первый сингл Bleachers «I Wanna Get Better», назвав его «самой запоминающейся песней 2014 года», в то время как Time написал: «Bleachers гораздо веселее, чем fun.».
Антонофф раскрыл цели дебютного сингла в интервью изданию Rolling Stone:
Я хотел преодолеть разрыв между Disclosure и Arcade Fire — что-то обтекаемое и органичное…Производство и написание песни чрезвычайно завышены, чрезвычайно эпичны и непримиримы. Запись — это поиск мира, в котором вы можете быть добры к самим себе.
Антонофф объяснил Rolling Stone, что, хотя песня может показаться радостной, «она очень отчаянная», и как и многие другие песни в альбоме, о потери.
Джек работал с продюсерами Джоном Хиллом и Винсом Кларком над студийным альбомом Bleachers, поскольку он стремился создать «массовые, красивые поп-песни, которые звучат здорово». Завершенный альбом Strange Desire был выпущен в июле 2014 года, а «I Wanna Get Better» занял первое место в альтернативных чартах США за ту же неделю. Что касается Strange Desire, Антонофф сказал:
Он не обязан быть тем или иным…Вам не нужно создавать большие поп-песни, которые звучат глупо, и вам не нужно делать эти издевательские. Усталые и мелодичные песни, которые звучат невероятно. Я действительно хотел объединить оба фактора.
«I Wanna Get Better» в конечном итоге стал 18 из 50 лучших песен 2014 года по версии Rolling Stone. Издание описало песню как «рок-терапию», которая «настолько забавная, насколько и очищающая».
Антонофф стал соавтором и сопродюсером трёх песен из альбома Свифт 1989, в том числе сингл «Out of the Woods», «I Wish You Would» и бонус-трек «You Are In Love». Выпущенный в октябре 2014, 1989 стал самым продаваемым альбомом в США за 2014 год. В делюкс-версии альбома Свифт объясняет, что песня «I Wish You Would» возникла из гитарной дорожки, которую Антонофф записал на своем смартфоне. После того, как Свифт впервые услышала трек, она спросила Джека, может ли она продолжить разработку идеи, и в итоге песня попала в альбом после того, как оба автора были довольны работой Свифт.

## Личная жизнь
Когда Антонофф впервые покинул родительский дом в конце 2012 года, он жил со своей сестрой Рейчел на Верхнем Вест-Сайде в Нью-Йорке. Вскоре после этого он перебрался в Бруклин Хайтс, чтобы жить с Линой Данэм.
Антонофф публично говорил о своей борьбе с депрессией, беспокойством и обсессивно-компульсивным расстройством. Он утверждает, что истории борьбы людей с депрессией заставляли его чувствовать себя «не лучше, но не одиноко» и «менее испуганным».
По состоянию на июнь 2014 года Антонофф посещает терапевта и психофармаколога, а также принимает лекарственные препараты. У него гермофобия, которая усугубляется приступом пневмонии, которую он перенёс в 2011 году, когда записывал студийный альбом для своей группы. Пульмонолог назначил ему ежедневный пробег, но он объяснил, что ненавидит его «больше всего на свете», потому что это «одно из самых поистине скучных занятий на Земле».

Музыка занимает особое место в жизни Джека Антоноффа. Он объяснил это в июне 2014 года:
Мне нужно хобби, и я не хочу, чтобы это был баскетбол … Я хочу, чтобы это была музыка. Поэтому, чтобы уйти от музыки, я делаю другую музыку. Если я продюсирую чью-то песню или пишу с кем-то еще, то исполнение песни Bleachers или песни fun. — это побег, и это держит меня творческим, и это держит меня запертым в том, что я хочу сделать. Если что-то сводит меня с ума, мне нужно идти куда-то еще, и я не хочу, чтобы это была йога.
Летом 2021 года папарацци засняли Джека Антоноффа в компании актрисы Маргарет Куэлли. А в мае 2022 года на безымянном пальце девушки заметили помолвочное кольцо с бриллиантом. Свадебная церемония состоялась в Нью-Джерси 19 августа 2023 года.

## Награды и номинации
Антонофф был номинирован на «Золотой Глобус» за сотрудничество со Свифт с песней «Sweeter Than Fiction».
Он выиграл премию «Грэмми» за песню года с записью «We Are Young» вместе с Нейтом Рюссом, Эндрю Достом и Джеффом Баскером, а также выиграл «Грэмми» в категории «альбом года» за работу над альбомом 1989 Тейлор Свифт.
Так же в соавторстве с Тейлор Свифт и Аароном Десснером, в 2020-м году вышел альбом «folklore», который по итогам 63-й церемонии «Грэмми» стал альбомом года.

### Grammy Awards
Антонофф выиграл шесть Грэмми из 18 номинаций, включая Продюсера года в 2022 году.
| Год  | Номинируемая работа          | Категория                           | Результат |
| ---- | ---------------------------- | ----------------------------------- | --------- |
| 2013 | Fun                          | Best New Artist                     | Победа    |
| 2013 | «We Are Young»               | Record of the Year                  | Номинация |
| 2013 | «We Are Young»               | Song of the Year                    | Победа    |
| 2013 | «We Are Young»               | Best Pop Duo/Group Performance      | Номинация |
| 2013 | Some Nights                  | Best Pop Vocal Album                | Номинация |
| 2013 | Some Nights                  | Album of the Year                   | Номинация |
| 2016 | 1989                         | Album of the Year                   | Победа    |
| 2018 | Melodrama                    | Album of the Year                   | Номинация |
| 2018 | «I Don't Wanna Live Forever» | Best Song Written for Visual Media  | Номинация |
| 2019 | Masseduction                 | Best Alternative Album              | Номинация |
| 2019 | «Masseduction»               | Best Rock Song                      | Победа    |
| 2020 | Norman Fucking Rockwell!     | Album of the Year                   | Номинация |
| 2020 | «Norman Fucking Rockwell»    | Song of the Year                    | Номинация |
| 2020 | Антонофф                     | Producer of the Year, Non-Classical | Номинация |
| 2021 | Folklore                     | Album of the Year                   | Победа    |
| 2021 | Антонофф                     | Producer of the Year, Non-Classical | Номинация |
| 2022 | Evermore                     | Album of the Year                   | Номинация |
| 2022 | Антонофф                     | Producer of the Year, Non-Classical | Победа    |

## Песни в соавторстве
| Год  | Артист             | Песня                                   | Соавтор                                                     | Пиковая позиция в США | Пиковая позиция в Великобритании |
| 2011 | fun.               | «We Are Young»                          | Нейт Рюсс, Эндрю Досс, Джефф Бэскер                         | 1                     | 1                                |
| 2012 | fun.               | «Some Nights»                           | Нейт Рюсс, Эндрю Досс, Джефф Бэскер                         | 3                     | 7                                |
| 2012 | Карли Рэй Джепсен  | «Sweetie»                               | Карли Рэй Джепсен, Сарa Куин, Klas Åhlund                   | -                     | -                                |
| 2013 | Tegan and Sara     | «How Come You Don’t Want Me»            | Сарa Куин, Тегaн Куин                                       | -                     | -                                |
| 2013 | Сара Бареллис      | «Brave»                                 | Сара Бареллис                                               | 23                    | 48                               |
| 2013 | Сара Бареллис      | «Chasing the Sun»                       | Сара Бареллис                                               | -                     | -                                |
| 2013 | Тейлор Свифт       | «Sweeter Than Fiction»                  | Тейлор Свифт                                                | 34                    | 45                               |
| 2014 | Кристина Перри     | «I Don’t Wanna Break»                   | Кристина Перри                                              | -                     | -                                |
| 2014 | Тейлор Свифт       | «Out of the Woods»                      | Тейлор Свифт                                                | 18                    | 136                              |
| 2014 | Тейлор Свифт       | «I Wish You Would»                      | Тейлор Свифт                                                | -                     | -                                |
| 2014 | Тейлор Свифт       | «You Are in Love»                       | Тейлор Свифт                                                | 83                    | -                                |
| 2015 | Граймс, Bleachers  | «Entropy»                               | Клэр Бушер                                                  | -                     | -                                |
| 2015 | Трой Сиван         | «Heaven»                                | Трой Сиван, Алекс Хоуп, Клэр Бушер                          | -                     | -                                |
| 2015 | Рейчел Платтен     | «Stand by You»                          | Рейчел Платтен, Джой Уильямс, Мэттью Морис                  | 37                    | 115                              |
| 2016 | St. Lucia          | «Help Me Run Away»                      | Джин-Филипп Гроблер                                         | -                     | -                                |
| 2016 | Сия                | «House on Fire»                         | Сия Фёрлер                                                  | -                     | -                                |
| 2016 | Брук Кенди         | «Changes»                               | Брук Кенди, Jesse St. John                                  | -                     | -                                |
| 2016 | Fifth Harmony      | «Dope»                                  | Джулия Майклз, Джастин Трентер                              | -                     | -                                |
| 2016 | How to Dress Well  | «Lost Youth/Lost You»                   | Том Крелл                                                   | -                     | -                                |
| 2016 | Zayn, Тейлор Свифт | «I Don't Wanna Live Forever»            | Тейлор Свифт, Сэм Дью                                       | 2                     | 5                                |
| 2017 | Лорд               | «Green Light»                           | Элла Йе́лич-О’Ко́ннор, Джоэль Литтл                           | 19                    | 20                               |
| 2017 | Лорд               | «Sober»                                 | Элла Йе́лич-О’Ко́ннор                                         | -                     | -                                |
| 2017 | Лорд               | «The Louvre»                            | Элла Йе́лич-О’Ко́ннор                                         | -                     | -                                |
| 2017 | Лорд               | «Liability»                             | Элла Йе́лич-О’Ко́ннор                                         | 78                    | 84                               |
| 2017 | Лорд               | «Hard Feelings/Loveless»                | Элла Йе́лич-О’Ко́ннор                                         | -                     | -                                |
| 2017 | Лорд               | «Sober II (Melodrama)»                  | Элла Йе́лич-О’Ко́ннор                                         | -                     | -                                |
| 2017 | Лорд               | «Writer in the Dark»                    | Элла Йе́лич-О’Ко́ннор                                         | -                     | -                                |
| 2017 | Лорд               | «Supercut»                              | Элла Йе́лич-О’Ко́ннор                                         | -                     | -                                |
| 2017 | Лорд               | «Liability (Reprise)»                   | Элла Йе́лич-О’Ко́ннор                                         | -                     | -                                |
| 2017 | Лорд               | «Perfect Places»                        | Элла Йе́лич-О’Ко́ннор                                         | -                     | 95                               |
| 2017 | BANKS              | «Crowded Places»                        | Джулиан Бэнкс, Тим Андерсон                                 | -                     | -                                |
| 2017 | St Vincent         | «New York»                              | только спродюсирована Антоноффым                            | -                     | -                                |
| 2017 | Тейлор Свифт       | «Look What You Made Me Do»              | Тейлор Свифт, Ричард Фейрбрасс, Фрэд Фейрбрасс, Роб Манзоли | 1                     | 1                                |
| 2017 | Тейлор Свифт       | «Getaway Car»                           | Тейлор Свифт                                                | -                     | -                                |
| 2017 | Тейлор Свифт       | «Dress»                                 | Тейлор Свифт                                                | -                     | -                                |
| 2017 | Тейлор Свифт       | «This Is Why We Can’t Have Nice Things» | Тейлор Свифт                                                | -                     | -                                |
| 2017 | Тейлор Свифт       | «Call It What You Want»                 | Тейлор Свифт                                                | -                     | -                                |
| 2017 | Тейлор Свифт       | «New Year’s Day»                        | Тейлор Свифт                                                | -                     | -                                |
| 2019 | Тейлор Свифт       | «Cruel Summer»                          | Тейлор Свифт                                                | -                     | -                                |
| 2019 | Тейлор Свифт       | «Lover»                                 | Тейлор Свифт                                                | 10                    | 14                               |
| 2019 | Тейлор Свифт       | «The archer»                            | Тейлор Свифт                                                | -                     | -                                |
| 2019 | Тейлор Свифт       | «Cornelia Street»                       | Тейлор Свифт                                                | -                     | -                                |
| 2019 | Тейлор Свифт       | «London Boy»                            | Тейлор Свифт                                                | -                     | -                                |
| 2019 | Тейлор Свифт       | «Daylight»                              | Тейлор Свифт                                                | -                     | -                                |
| 2019 | Тейлор Свифт       | «Death by thousand cuts»                | Тейлор Свифт                                                | -                     | -                                |
| 2019 | Тейлор Свифт       | «Paper rings»                           | Тейлор Свифт                                                | -                     | -                                |
| 2019 | Тейлор Свифт       | «I think he knows»                      | Тейлор Свифт                                                | -                     | -                                |
| 2019 | Тейлор Свифт       | «False god»                             | Тейлор Свифт                                                | -                     | -                                |
| 2019 | Тейлор Свифт       | «Soon you’ll get better»                | Тейлор Свифт                                                | -                     | -                                |
| 2020 | Тейлор Свифт       | «betty»                                 | Тейлор Свифт                                                | 42                    | -                                |
| 2020 | Тейлор Свифт       | «august»                                | Тейлор Свифт                                                | -                     | -                                |
| 2020 | Тейлор Свифт       | «my tears ricochet»                     | Тейлор Свифт                                                | -                     | -                                |
| 2020 | Тейлор Свифт       | «illicit affairs»                       | Тейлор Свифт                                                | -                     | -                                |
| 2020 | Тейлор Свифт       | «this is me trying»                     | Тейлор Свифт                                                | -                     | -                                |
| 2020 | Тейлор Свифт       | «mirrorball»                            | Тейлор Свифт                                                | -                     | -                                |
| 2020 | Тейлор Свифт       | «the lakes»                             | Тейлор Свифт                                                | -                     | -                                |
| 2020 | Тейлор Свифт       | «gold rush»                             | Тейлор Свифт                                                | -                     | -                                |
| 2020 | Тейлор Свифт       | «ivy»                                   | Тейлор Свифт                                                | -                     | -                                |

## Дискография

### Bleachers
| Год  | Название                               |
| ---- | -------------------------------------- |
| 2014 | Strange Desire                         |
| 2017 | Gone Now                               |
| 2021 | Take The Sadness Out of Saturday Night |

#### Fun
| Год  | Название       |
| ---- | -------------- |
| 2009 | Aim and Ignite |
| 2012 | Some Nights    |

#### Steel Train
| Год  | Название                                    |
| ---- | ------------------------------------------- |
| 2005 | Twilight Tales from the Prairies of the Sun |
| 2007 | Trampoline                                  |
| 2010 | Steel Train                                 |

### Мини-альбомы

#### Steel Train
| Год  | Название            |
| ---- | ------------------- |
| 2003 | For You My Dear     |
| 2009 | Steel Train Is Here |

#### Bleachers
| Год  | Название          |
| ---- | ----------------- |
| 2015 | Like A River Runs |